# Stimmkreis Kulmbach
Der Stimmkreis Kulmbach (Stimmkreis 408) war ein Stimmkreis in Oberfranken. Er umfasste den Landkreis Kulmbach sowie die Städte bzw. Gemeinden Bad Berneck i.Fichtelgebirge, Gefrees, Bischofsgrün, Fichtelberg und Mehlmeisel aus dem Landkreis Bayreuth. Wahlberechtigt waren bei der letzten Landtagswahl 99.889 Einwohner.

## Letzte Wahl
Die Landtagswahl 2008 hatte folgendes Ergebnis:
| Direktkandidat         | Partei                | Erststimmen in % | Gesamtstimmen in % | Veränderung der Gesamtstimmen im Vergleich zur Landtagswahl 2003 in % |
| ---------------------- | --------------------- | ---------------- | ------------------ | --------------------------------------------------------------------- |
| Gudrun Brendel-Fischer | CSU                   | 43,3             | 42,8               | - 12,9                                                                |
| Inge Aures             | SPD                   | 26,4             | 25,4               | - 2,1                                                                 |
| Sebastian Roth         | Bündnis 90/Die Grünen | 4,9              | 5,4                | + 1,4                                                                 |
| Ulrich Gödde           | Freie Wähler          | 10,7             | 11,7               | + 5,9                                                                 |
| Thomas Nagel           | FDP                   | 6,4              | 6,4                | + 3,8                                                                 |
| Franz Naffke           | REP                   | 1,0              | 1,1                | - 1,3                                                                 |
| Tanja Och              | ödp                   | 1,0              | 1,0                | + 0,3                                                                 |
| Daniel Schütz          | BP                    | 0,3              | 0,3                | - 0,0                                                                 |
| -                      | BüSo                  | -                | -                  | -                                                                     |
| -                      | BB                    | -                | 0,1                | + 0,1                                                                 |
| Christa Meist          | Die Linke             | 4,4              | 4,4                | + 4,4                                                                 |
| -                      | VIOLETTE              | -                | -                  | -                                                                     |
| Bernd Lorenz           | NPD                   | 1,5              | 1,5                | + 1,5                                                                 |
| -                      | RRP                   | -                | -                  | -                                                                     |